# Sunset on M.
Sunset on M. è un singolo del musicista italiano Dardust, pubblicato il 7 novembre 2014 come primo estratto dal primo album in studio 7.

## Video musicale
Un primo video promozionale è stato diffuso il 19 ottobre 2014, mentre quello vero e proprio, diretto da Tiziano Russo, è stato reso disponibile l'8 marzo 2015.

## Tracce
1. Sunset on M. (Radio Edit) – 3:29
2. Sunset on M. (Extended Version) – 4:22

## Formazione
Hanno partecipato alle registrazioni, secondo le note di copertina di 7:
Musicisti
- Dario Faini – arrangiamento, pianoforte, voce, sintetizzatore, elettronica
- Vanni Casagrande – sintetizzatore, batteria, elettronica, piatti
- Piloti di Nuvole
  - Carmelo Emanuele Patti – violino, viola, arrangiamento strumenti ad arco
  - Simone Sitta – violoncello
  - Simone Giorgini – contrabbasso

Produzione
- Dario Faini – produzione
- Antony Hequet – registrazione pianoforte (Berlino)
- Marco Maracci – registrazione pianoforte (Roma)
- Nacor Fischetti – registrazione strumenti ad arco
- Matteo Cantaluppi – missaggio
- Francesco Donadello – mastering
- Giovanni Nebbia – mastering